# Conus peterstimpsoni
Espèce
Conus peterstimpsoni est une espèce de mollusques gastéropodes marins de la famille des Conidae.
Comme toutes les espèces du genre Conus, ces escargots sont prédateurs et venimeux. Ils sont capables de « piquer » les humains et doivent donc être manipulés avec précaution, voire pas du tout.

## Taxonomie
L'espèce Conus peterstimpsoni a été décrite pour la première fois en 2021 par les malacologistes Tiziano Cossignani (d) et Alain Allary dans Malacologia Mostra Mondiale, initialement dans le genre Tenorioconus sous le protonyme Tenorioconus peterstimpsoni T. Cossignani & Allary, 2021.